# Iriana
Iriana (ur. 1 października 1963 w Surakarcie) – żona prezydenta Indonezji Joko Widodo, pierwsza dama Indonezji od 20 października 2014.